# Аранго, Хуан
Хуа́н Ферна́ндо Ара́нго Са́энс (исп. Juan Fernando Arango Sáenz; род. 16 мая 1980, Маракай) — венесуэльский футболист, атакующий полузащитник. На протяжении 16 лет выступал за сборную Венесуэлы (с 1999 года по 2015 год), является одним из лучших венесуэльских игроков 2000-х годов и за всю историю футбола этой страны.

## Биография
Родители Аранго — колумбийцы, переехавшие в Венесуэлу ещё до его рождения. Начал профессиональную карьеру в 16 лет в клубе «Нуэва Кадис» в 1996 году, с которым (под названием «Сульянос») добился права выступать в элитной Лиге Венесуэлы.
В январе 1999 года дебютировал в сборной Венесуэлы в товарищеском матче против Дании в Маракайбо (1:1). В следующем году он стал игроком клуба «Каракас» и спустя полгода перешёл в мексиканский «Монтеррей».
Аранго выступал ещё в двух мексиканских клубах — «Пачуке», с которой он выиграл Лигу Чемпионов КОНКАКАФ 2002 года и «Пуэбле». С 2004 года выступает за испанскую «Мальорку».
20 марта 2005 года получил серьёзную травму в столкновении с защитником «Севильи» Хави Наварро. У Аранго была сломана челюсть и получены серьёзные повреждения лица. Спустя месяц он вернулся на поле и в итоге стал лучшим бомбардиром команды в сезоне 2005/06 с 11 забитыми мячами.
В 2006 году испанское агентство EFE назвала Аранго третьим латиноамериканским игроком в Примере (первое место занял аргентинец Пабло Аймар). В следующем году Аранго стал капитаном сборной Венесуэлы. В марте 2007 года Аранго получил испанский паспорт.
9 марта 2008 года Аранго впервые отметился хет-триком за «Мальорку» в домашнем матче с «Рекреативо», выигранном с разгромным счётом 7:1 (ещё 2 гола забил Даниэль Гуиса, ставший в итоге лучшим бомбардиром чемпионата Испании). Это была самая крупная победа в истории «Мальорки» в рамках чемпионатов Испании. В 2005—2008 годах Аранго пропустил лишь одну игру в испанской Примере.
В июне 2009 года перешёл в мёнхенгладбахскую «Боруссию» за 3,6 миллиона евро. Он дебютировал в Бундеслиге 9 августа того же года в матче с «Бохумом», провёл на поле всю игру и забил гол.
В октябре 2010 года Аранго в матче с «Хоффенхаймом» нанёс удар в живот игроку команды соперника, Сеяда Салиховича, за что был удалён с поля и оштрафован клубом на 20 тыс. евро.
В 2012 году стал самым популярным футболистом мира по версии Международной федерации футбольной истории и статистики.
22 мая 2014 года Аранго перешёл в мексиканскую «Тихуану».
28 января 2016 года Аранго присоединился к клубу Североамериканской футбольной лиги «Нью-Йорк Космос».
В начале 2017 года Аранго вернулся в Венесуэлу, заключив договор с клубом «Сулия».

## Титулы и достижения
- Самый популярный футболист мира по версии Международной федерации футбольной истории и статистики (1): 2012
- Лига чемпионов КОНКАКАФ (1): 2002
- Участник Кубка Америки (4): 1999, 2001, 2004, 2007